# Peñarandilla (kommunhuvudort)
Peñarandilla är en kommunhuvudort i Spanien.   Den ligger i provinsen Provincia de Salamanca och regionen Kastilien och Leon, i den centrala delen av landet, 150 km väster om huvudstaden Madrid. Peñarandilla ligger 826 meter över havet och antalet invånare är 256.
Terrängen runt Peñarandilla är platt. Runt Peñarandilla är det glesbefolkat, med 19 invånare per kvadratkilometer. Närmaste större samhälle är Peñaranda de Bracamonte, 16,3 km öster om Peñarandilla. Trakten runt Peñarandilla består till största delen av jordbruksmark.